# Greta Van Fleet
Greta Van Fleet (укр. Ґрета Ван Фліт) — американський рок-гурт з Франкенмута, штат Мічиган, створений у 2012 році. До його складу входять брати Кішки: Джош (вокал), Джейк (гітара) та Сем (бас-гітара); та Денні Вагнер (ударні). У березні 2017 року вони підписали контракт із Lava Records, а через місяць випустили дебютний студійний альбом Black Smoke Rising. Їхній дебютний сингл «Highway Tune» очолював чарти Billboard US Mainstream Rock та Active Rock чотири тижні поспіль. Їхній другий EP, From the Fires, що містить чотири пісні із Black Smoke Rising та чотири нові пісні, вийшов 10 листопада 2017 року разом із другим синглом «Safari Song». From the Fires виграв премію «Греммі» за найкращий рок-альбом у 2019 році.
Дебютний повнометражний студійний альбом гурту Anthem of the Peaceful Army вийшов 19 жовтня 2018 року й очолив чарти Billboard Rock Album першого ж тижня після виходу. Перший сингл альбому «When the Curtain Falls» вийшов напередодні у липні 2018 року і став третім синглом групи, який посів перше місце в американських чартах Billboard Mainstream Rock. Anthem of the Peaceful Army також дебютував на вершині чартів Billboard Hard Rock і досяг першого місця в рейтингу найбільш продаваних альбомів за версією Billboard першого ж тижня після випуску. Вихід другого студійного альбому, The Battle at Garden's Gate, запланований на 16 квітня 2021 року.

## Історія

### Формування та ранні роки (2012—2015)
Гурт виник у місті Франкенмут, штат Мічиган, у 2012 році, заснований братами-близнюками Джошем та Джейком Кішками, їхнім молодшим братом Семом та Кайлом Гауком. Назву гурту придумали, коли один з них почув від родичів про Гретну Ван Фліт, жительку Франкенмута; згодом вони отримали її згоду на подальше використання варіації її імені. В одному інтерв'ю Ван Фліт також зауважила, що, хоча музика гурту не в її стилі, вона підтримує гурт і вважає, що вони дуже талановиті. З Гауком на барабанах гурт записав дві пісні: «Cloud Train» та «Standing On». Гау покинув гурт у жовтні 2013 року; того ж року його замінив добрий друг братів Денні Вагнер. Початковий гітарний риф для «Highway Tune», за словами гітариста Джейка Кішки, написаний ще в 2010 році, але пісню записали лише після того, як Денні Вагнер став новим ударником гурту. 28 лютого 2014 р. було наживо записано EP, який вийшов 7 червня 2014 р.

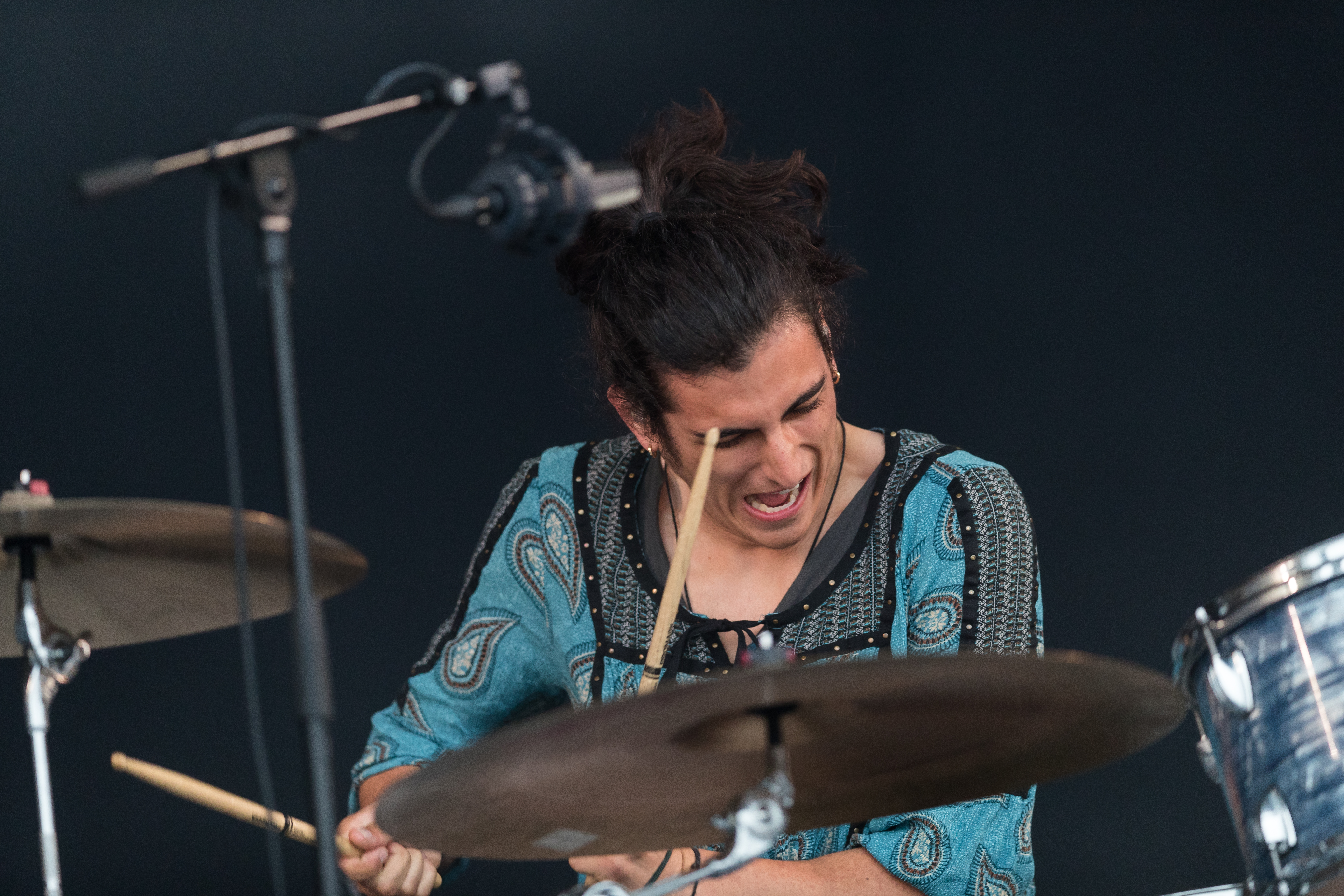
Денні Вагнер, під час виступу на Rock im Park 2018 у Нюрнберзі, Німеччина

У 2014 році їхню пісню «Standing On» використали в рекламі Chevy Equinox 2014 року в Детройті. «Standing On» — одна з кількох пісень, поряд з «By the Riverside», «Cloud Train», «Down to the River», «Motown Funk No. 4», «Sing in the Rain», «Thunder Stomp», «Occidentalli» та «Written in Gold», які раніше виходили, але наразі недоступні.

### Black Smoke RisingтаFrom the Fires(2016—2017)
17 січня 2016 року під час живого виступу гурту в шоу Shameless прозвучала пісня «Highway Tune». 31 березня 2017 року остаточна записана версія «Highway Tune» вийшла на iTunes як перший офіційний сингл гурту, а 2 квітня 2017 року iTunes розпочав її трансляцію. 18 квітня 2017 року кліп на пісню «Highway Tune» ексклюзивно вийшов на Loudwire. Дебютний EP групи під назвою Black Smoke Rising вийшов 21 квітня 2017 року, а Apple Music назвала Greta Van Fleet новим артистом тижня. У травні 2017 року гурт поїхав на гастролі разом із The Struts протягом травня 2017 р.
У жовтні 2017 року гурт виграв Loudwire Music Awards як найкращий новий виконавець. Подвійний EP із восьми пісень під назвою From the Fires вийшов 10 листопада 2017 року. На додаток до чотирьох треків із Black Smoke Rising, у From the Fires представлені нові записи «Edge of Darkness» і «Talk on the Street», а також кавери на «A Change Is Gonna Come» Сема Кука і «Meet on the Ledge» гурту Fairport Convention. Чотири нові треки було записано у вересні 2017 року в Rustbelt Studios в Роял-Оук, штат Мічиган, з тими ж продюсерами, що працювали над Black Smoke Rising — Елом Саттоном і Марлоном Янгом. Пісня «Safari Song» також вийшла як сингл у жовтні 2017 року.
7 вересня гурт Greta Van Fleet виступав на розігріві у Боба Сігера в Dow Event Center в Сагіно, штат Мічиган (за декілька хвилин їзди від їхнього рідного міста). У листопаді 2017 року гурт оголосив, що почне запис першого повноформатного студійного альбому незабаром після виходу From the Fires, і що очікує його виходу до середини 2018 року.

### Anthem of the Peaceful Army(2018—2019)
Гурт виступив на вечірці премії Елтона Джона 4 березня 2018 року на особисте прохання ведучого. Коли Greta Van Fleet виконували його пісню «Saturday Night's Alright for Fighting» і свою «You're the One», Джон приєднався до них на сцені. Після сету Елтон Джон порекомендував гуртові зробити свої виступи і гардероб більш драматичними та яскравими. 26 липня гурт дебютував на телебаченні в передачі The Tonight Show з Джиммі Фаллоном, виконавши пісню «When the Curtain Falls», перший сингл майбутнього дебютного альбому.
Їхній дебютний альбом Anthem of the Peaceful Army вийшов 19 жовтня 2018 року. За словами Джоша Кішки, назва альбому «Гімн мирної армії» взята з назви вірша. Цей альбом став найбільш продаваним у дебютний тиждень у США; було продано 80 000 примірників.
У грудні 2018 року гурт номінували на чотири премії «Греммі»: Найкращий новий виконавець, Найкраще рок-виконання за пісню «Highway Tune», Найкраща рок-пісня за «Black Smoke Rising» та Найкращий рок-альбом за From From the Fire, останню з яких вони виграли.
19 січня 2019 року Greta Van Fleet виступили музичним гостем в американській комедійній телепередачі Saturday Night Live і виконали пісню «Black Smoke Rising» та другий сингл з Anthem of the Peaceful Army «You're the One». Третій сингл «Lover, Leaver» вийшов пізніше, у травні 2019 року. Композиція гурту «Always There» увійшла до саундтреку фільму «Мільйон маленьких шматочків».
У інтерв'ю в липні 2019 року Джейк і Сем Кішки розповіли журналу New Musical Express, що вони працюють над новим альбомом, який вийде в майбутньому році, і що їхній музичний стиль змінився.

### The Battle at Garden's Gate(2020— нині)
9 жовтня 2020 року гурт випустив новий сингл «My Way, Soon», разом з музичним відео, яке вони самі зняли і змонтували. Очікується, що ця пісня з'явиться в їхньому майбутньому другому альбомі, який, за словами Вагнера, народився з гастролей гурту за попередні два роки, і того, як вони відкрили їм очі: «Ми зрозуміли, що, дорослішаючи, ми були захищені багатьма речами і багато чого не знали».
4 грудня 2020 року гурт оголосив, що їхній новий альбом називатиметься The Battle at Garden's Gate і має вийти 16 квітня 2021 року. Разом із анонсом також вийшов новий сингл під назвою «Age of Machine».

## Музичний стиль

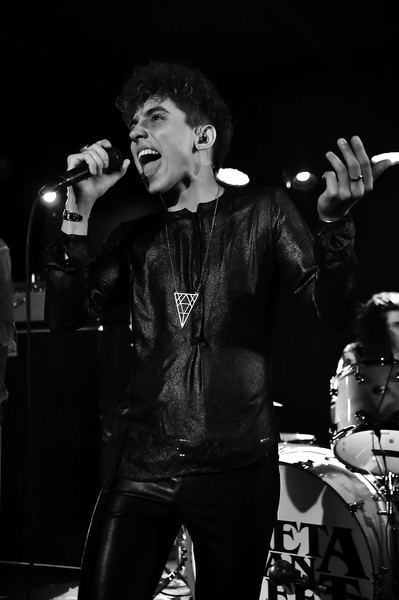
Джош Кішка, на виступі у Mercury Lounge 24 серпня 2017 року

Музику гурту Greta Van Fleet відносять до хард-року і блюз-року. Незважаючи на те, що всі чотири учасники пов'язані блюзом, кожен має свої музичні смаки: Джейк тяжіє до рок-н-ролу, Сем любить джаз, Денні віддає перевагу фолку, а Джош — етнічній музиці. В одному з інтерв'ю Джейк сказав, «що всі троє братів слухали вініл батьків, де були блюз і народна музика». Сем сказав: «Не те щоб ми задумали бути рок-н-рольним гуртом, це просто той звук, який виходить, [коли] ми збираємось і граємо». Пісні учасники гурту пишуть всі разом, коли в одного з них виникає ідея для пісні. Денні заявив, що багато їхніх пісень спочатку написані у «фолк-постановці», перш ніж перерости в щось інше.
Greta Van Fleet часто порівнюють із Led Zeppelin. Джейк розповів, що він «… цілий рік справді напружено вивчав, що робив [Джиммі] Пейдж, настільки, що знав, як він думав», але й інших класичних рок-гітаристів він вивчав подібним чином, зокрема Піта Таунсенда. Подібним чином, у відповідь на порівняння його голосу з голосом Роберта Планта, Джош сказав, що Плант, безумовно, вплинув, «хоча це не те, чого я намагався досягти». Заявивши, що він навіть не знав, хто такі Led Zeppelin, до старшої школи, він пояснив, що його стиль сформувався природно, із намагань виділятися з решти гурту. В інтерв'ю в березні 2018 року Плант сказав про Грету Ван Фліт, що «вони Led Zeppelin I», і описав Джоша як «прекрасного маленького співака».
Серед тих, хто вплинули на гітару Джейка, Джон Лі Гукер, Елмор Джеймс, Берт Янш, Ерік Клептон і Кіт Річардс. Деякі барабанщики, які надихнули Денні, — це Кармін Аппіс, Джон Бонем, Мітч Мітчелл та Майкл Шрів. Улюбленим басистом Сема є сесійний басист Motown Джеймс Джемерсон. Джош Кішка імітував рухи та сценічні витівки Джо Кокера.

## Учасники
Поточні
- Джош Кішка — основний вокал (2012–нині)
- Джейк Кішка — гітари, бек-вокал (2012–нині)
- Сем Кішка — бас-гітара, клавішні, бек-вокал (2012–нині)
- Денні Вагнер — барабани, бек-вокал (2013–нині)[59]

Колишні
- Кайл Хок — барабани (2012–2013)[60][61]

## Дискографія
- Anthem of the Peaceful Army (2018)
- The Battle at Garden's Gate (2021)
- Starcatcher (2023)

## Нагороди
| Рік  | Номіновано                  | Нагорода                                         | Результат |
| ---- | --------------------------- | ------------------------------------------------ | --------- |
| 2019 | Anthem of the Peaceful Army | Fryderyk — Best Foreign Album                    | Перемога  |
| 2019 | Greta Van Fleet             | Grammy Awards — Best New Artist                  | Номінація |
| 2019 | «Highway Tune»              | Grammy Awards — Best Rock Performance            | Номінація |
| 2019 | «Black Smoke Rising»        | Grammy Awards — Best Rock Song                   | Номінація |
| 2019 | From the Fires              | Grammy Awards — Best Rock Album                  | Перемога  |
| 2019 | Safari Song                 | iHeartRadio Music Awards — Rock Song of the Year | Перемога  |

Loudwire Music Awards
| Рік  | Номіновано      | Нагорода        | Результат |
| ---- | --------------- | --------------- | --------- |
| 2017 | Greta Van Fleet | Best New Artist | Перемога  |